# Brug 705
Brug 705 is een viaduct in Slotervaart in Amsterdam Nieuw-West en werd in gebruik gesteld op 14 juli 1962 maar was al in 1960 gereed. Het verkeersviaduct waar ook tramlijn 1, 17 en 27 overheen rijden is gelegen in de Cornelis Lelylaan en overspant de Johan Huizingalaan.
Het bouwwerk is ontworpen door Dirk Sterenberg, toen werkzaam bij Publieke Werken. Sterenberg had met deze brug een aantal jaren de langste brug van Amsterdam achter zijn naam staan maar ook de kortste: Brug 452. Ook het verschil in gebruik tussen beide bruggen is enorm. Brug 705 is een drukke verkeersbrug/viaduct waarover ook trams rijden terwijl brug 452 alleen voor voetgangers bestemd is. Brug 705 werd beginjaren zeventig qua lengte overtroffen door de Bijlmerdreefmetrobrug (ca. 1100 meter).
Het viaduct wordt gedragen door in totaal 24 witte V-vormige pilaren die staan opgesteld in 6 rijen van elk 4 pilaren. Onder de brug ligt in het midden een ovaalvormige middenberm met in het midden vaste bestrating. Dit omdat volgens de oorspronkelijke plannen uit de jaren vijftig rekening werd gehouden met een eindpuntlus voor tramlijnen.
Aan weerszijden van de middenberm bevinden zich beide rijbanen van de Johan Huizingalaan gelegen in een flauwe bocht. In de gevelwanden van het viaduct bevinden zich aan beide kanten winkeltjes en bedrijfsruimten. De brug is bijzonder breed en lang en ook overdag is daarom bij somber weer kunstlicht onder de brug noodzakelijk omdat onvoldoende daglicht doordringt.
Het viaduct was volgens de gemeente het grootste stadsviaduct in Europa. In buitenlandse kranten en tijdschriften werd aandacht aan het viaduct geschonken, vergezeld met een foto.
In de oorspronkelijke plannen was geen rekening gehouden met een trambaan op de Cornelis Lelylaan, het besluit tot de aanleg van de tramlijn naar Osdorp viel pas in 1960. Toch waren er ten tijde van de bouw al plannen voor een trambaan, maar door het gebrek aan samenwerking tussen Publieke werken en het GVB werd de brug volgens het oorspronkelijke plan gebouwd. Kort na de oplevering moest het betondek in het midden weer worden opengebroken voor de aanleg van de rails. Ook moesten alsnog met veel moeite en tegen hoge kosten grote gaten worden geboord in het net gebouwde viaduct voor de aanleg van de trappen naar de beoogde tramhaltes.
Buslijn 18 en 63 hebben onder de brug een halte. De halte aan de westzijde biedt door middel van vaste trappen aansluiting op de tramlijnen 1, 17 en 27. Voor mindervaliden is deze halte niet toegankelijk door het ontbreken van een lift.
De brug staat sinds 2008 op de gemeentelijke monumentenlijst.
Aan weerszijden van het viaduct staat in de rotonde een titelloos werk, ook wel "Kubuspalen" van Joost van Santen.

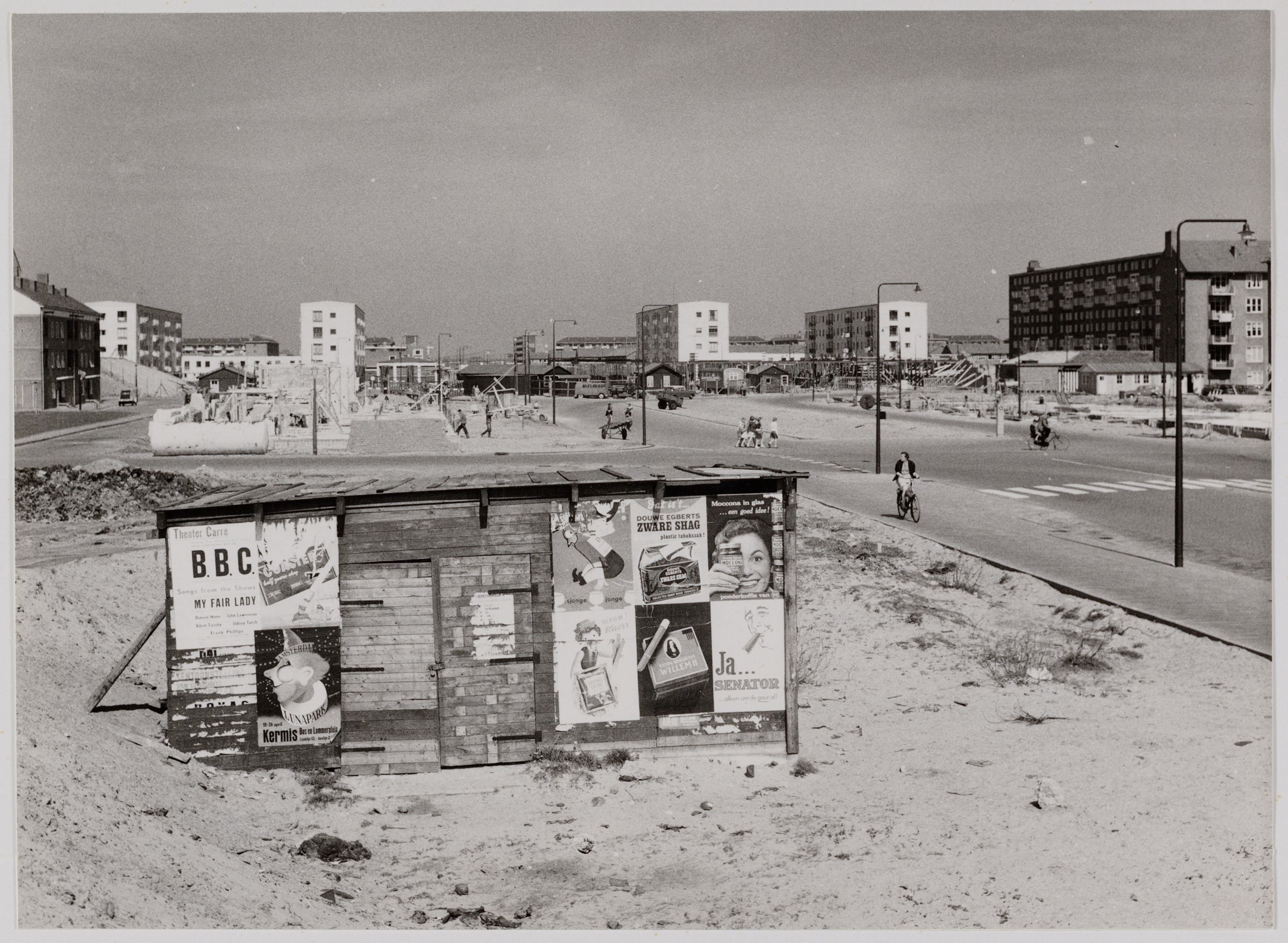
Op de achtergrond brug in aanbouw, Johan Huizingalaan/Pieter Calandlaan in 1959
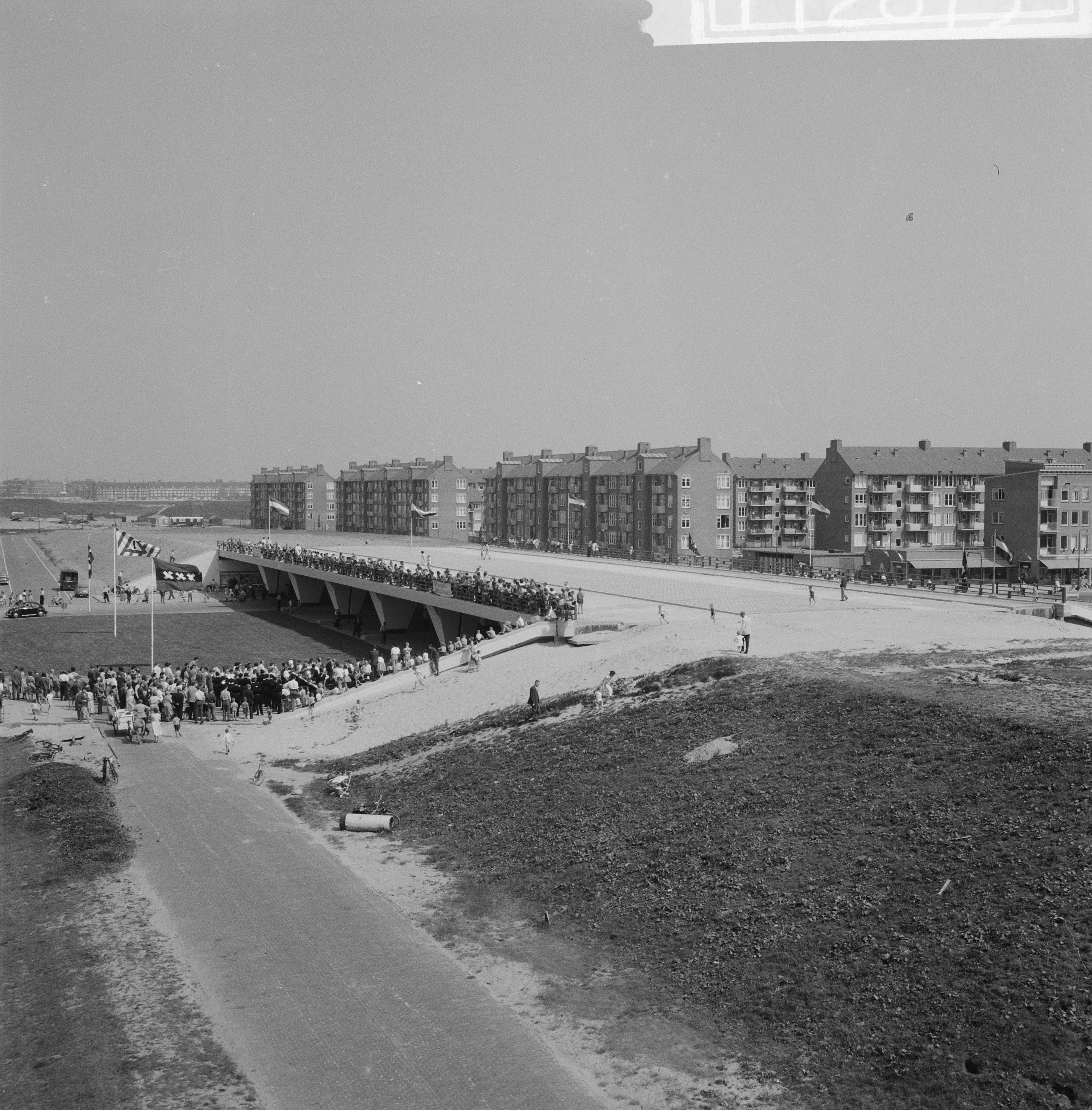
Brug van boven in 1960, duidelijk is te zien dat er nog geen rekening was gehouden met een tramlijn en de trapgaten nog moesten worden geboord
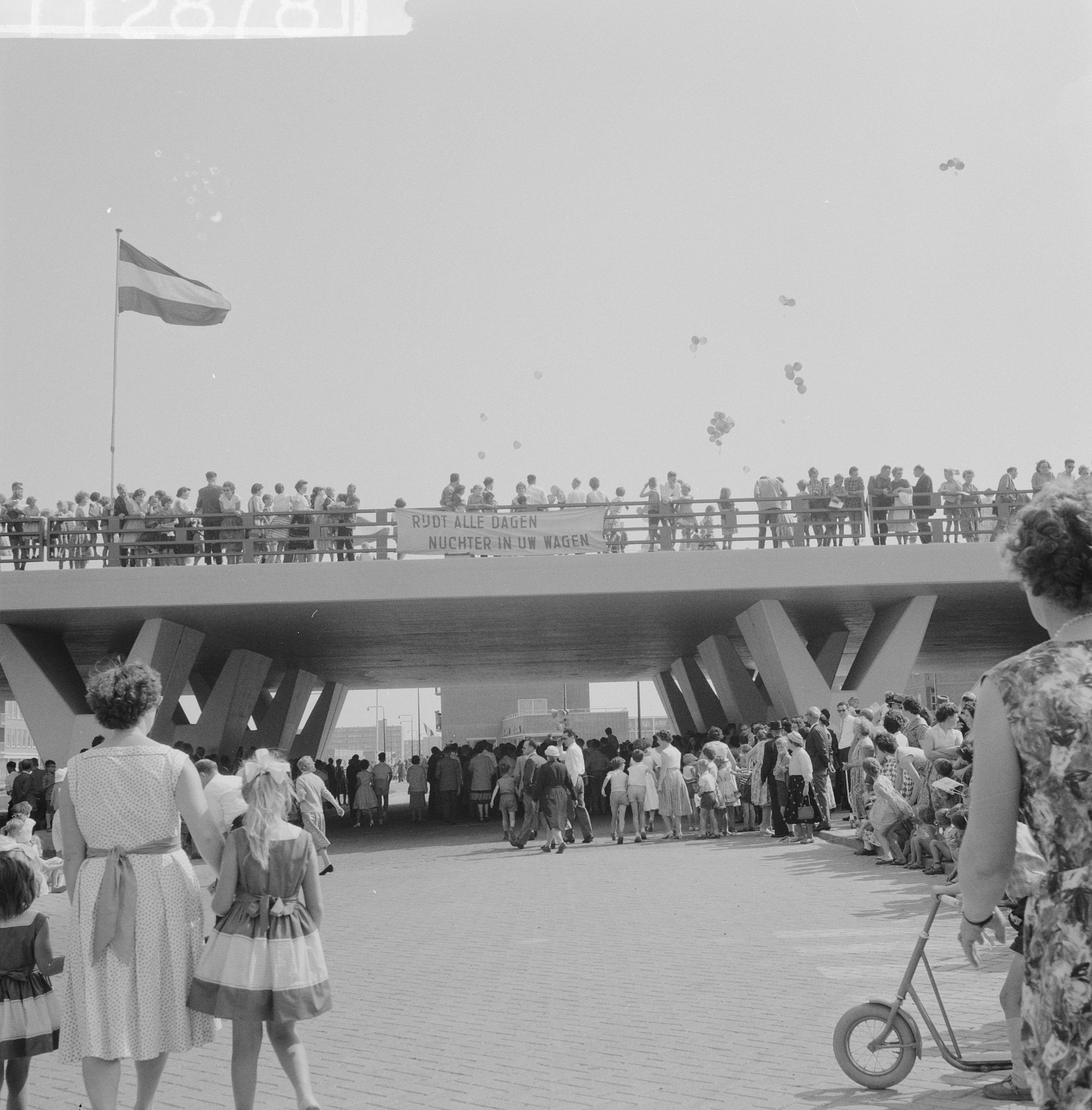
Opening brug in 1960
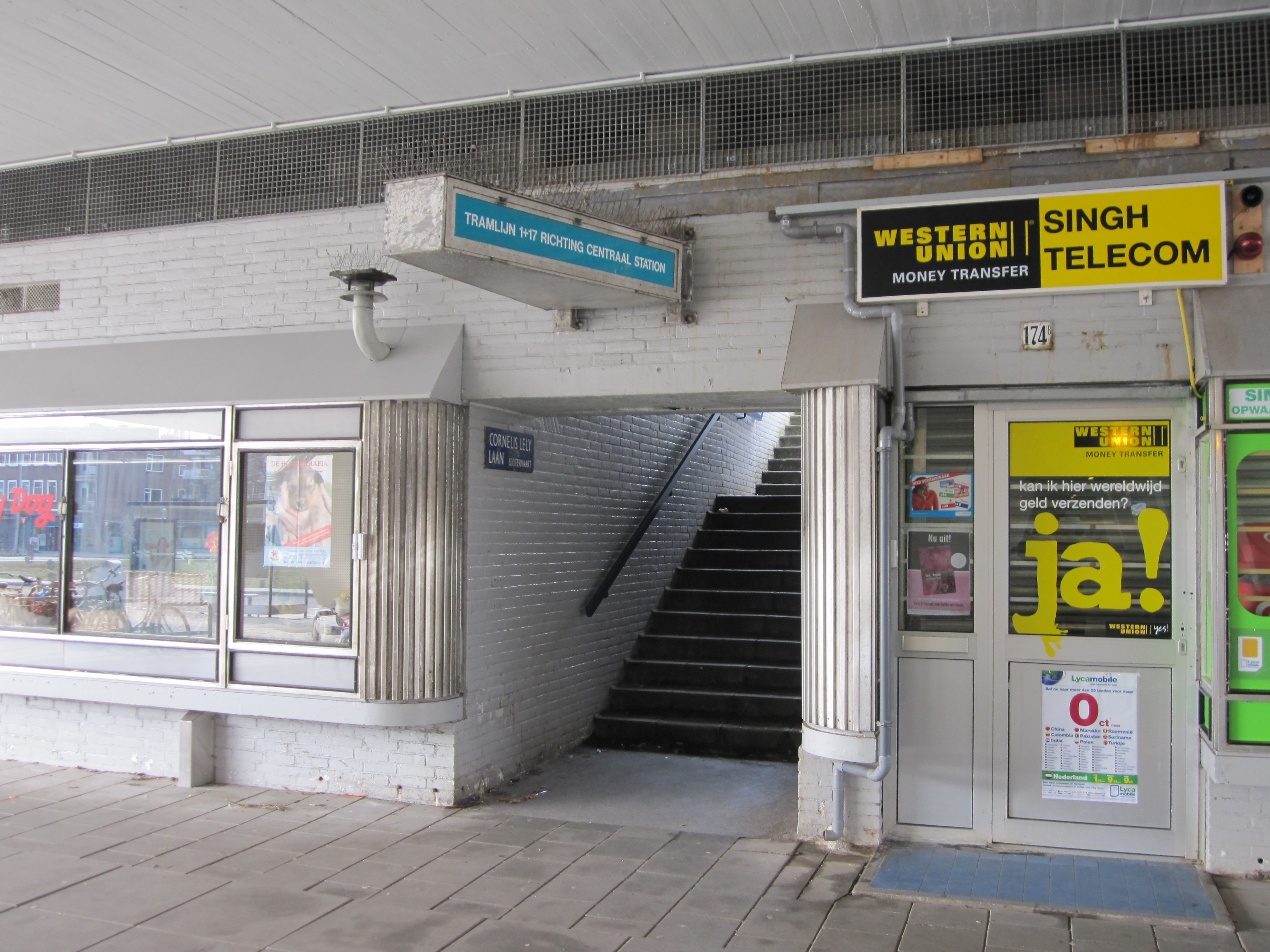
Toegang tot tramhalte lijn 1, 17 en 27 naar bushaltes lijn 18 en 63, Amsterdam Slotervaart.

<<< · 700 · 701 · 702 · 703 · 704 · 705 · 706 · 707 · 708 · 709 · 710 · 711 · 712 · 713 · 714 · 715 · 716 · 717 · 718 · 719 · 720 · 721 · 722 · 725 · 726 · 729 · 730-738 · 739 · 740 · 741 · 742 · 743 · 744 · 745 · 746 · 747 · 748 · 749 · 751 · 752 · 753 · 754 · 755 · 756 · 757 · 758 · 759 · 760 · 761 · 762 · 763 · 764 · 765 · 766 · 767 · 768 · 769 · 770 · 771 · 772 · 773 · 775 · 776 · 777 · 778 · 779 · 780 · 781 · 782 · 783 · 784 · 786 · 787 · 788 · 789 · 790 · 791 · 792 · 793 · 794 · 795 · 797 · >>>
Brugnummers  723, 724, 727, 728, 750, 774, 785, 796 (niet gerealiseerde brug over de Slotervaart), 798 en 799 zijn niet vergeven.